# Zoran Njeguš
Zoran Njeguš (Užice, 25 de juny de 1973) és un exfutbolista serbi, que ocupava la posició de defensa.
Va jugar a l'Estrella Roja de Belgrad al seu país, i a l'Atlètic de Madrid i Sevilla FC en la competició espanyola. Va ser set vegades internacional amb la selecció del seu país.